# Minorville
Minorville est une commune française située dans le département de Meurthe-et-Moselle en région Grand Est.

## Géographie

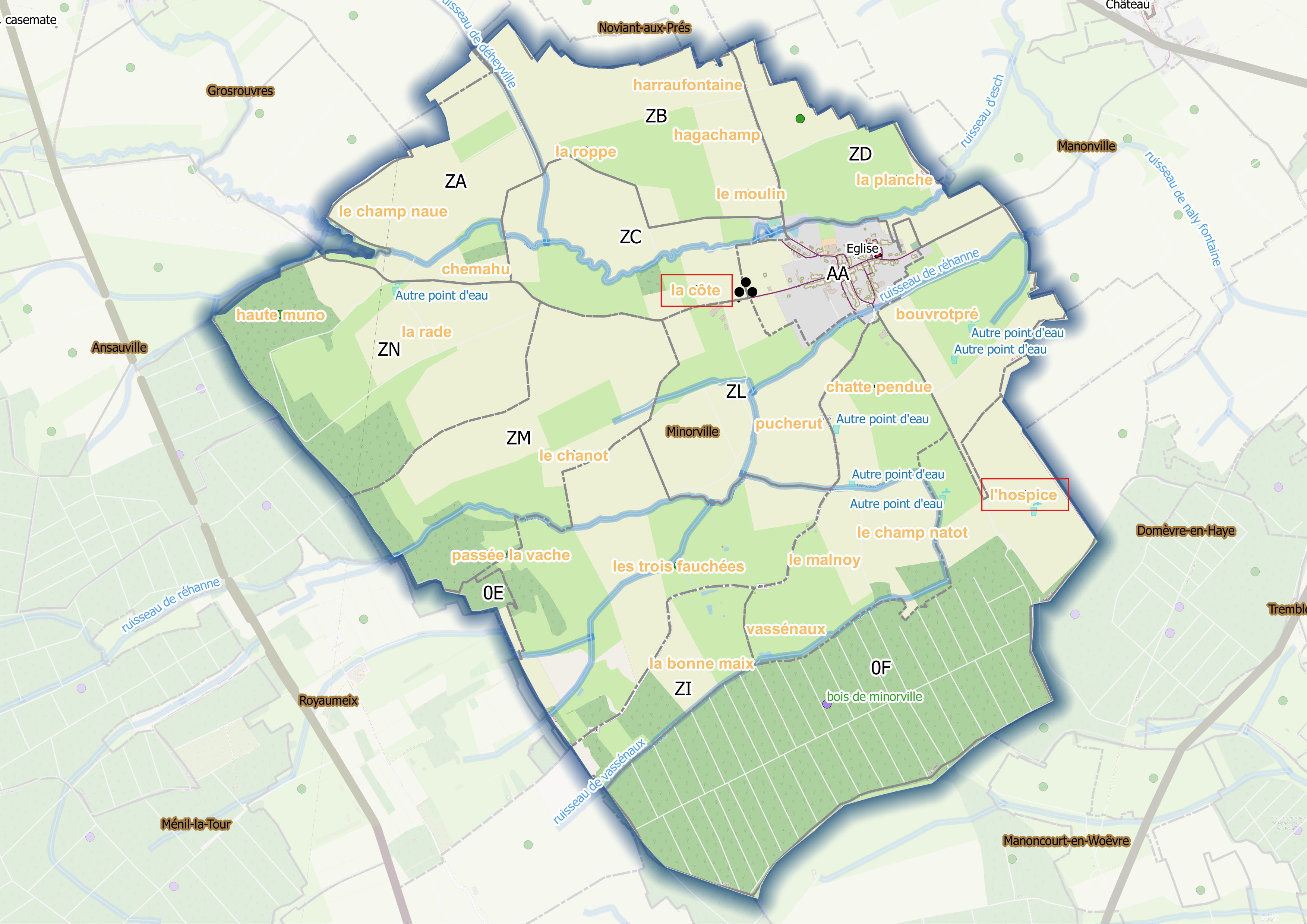
(Fig. 1) Minorville (ban communal).

Le village de Minorville est placé sur un plateau vallonné qu'enserrent au sud, le ruisseau de Vassénaux,  et au nord, le ruisseau de l'Esch. Le territoire est fortement arrosé de plus par les ruisseaux de la Rehanne, d'Eheyville, de la Ferme Saint Charles et de Mafroneau. Le bourg s’est développé à la croisée des routes départementales 100 et du chemin de Manonville à Ansauville.
D’après les données Corine land Cover, le ban communal de 1250 hectares comprend en 2011, plus de 70 % de terres arables et de prairies, 23 % de forêt et seulement près de 2 % de zones urbanisées. (Fig. 1 ban communal).

### communes limitrophes
| Grosrouvres | Noviant-aux-Prés | Manonville           |
| Ansauville  | Minorville       | Domèvre-en-Haye      |
| Royaumeix   |                  | Manoncourt-en-Woëvre |

### Hydrographie

#### Réseau hydrographique
La commune est dans le bassin versant du Rhin au sein du bassin Rhin-Meuse. Elle est drainée par le ruisseau de la Ferme St Charles, le ruisseau de Mafroneau, le ruisseau de Vassenaux, le ruisseau d'Eheyville, le ruisseau d'Esche et le ruisseau la Rehanne,.

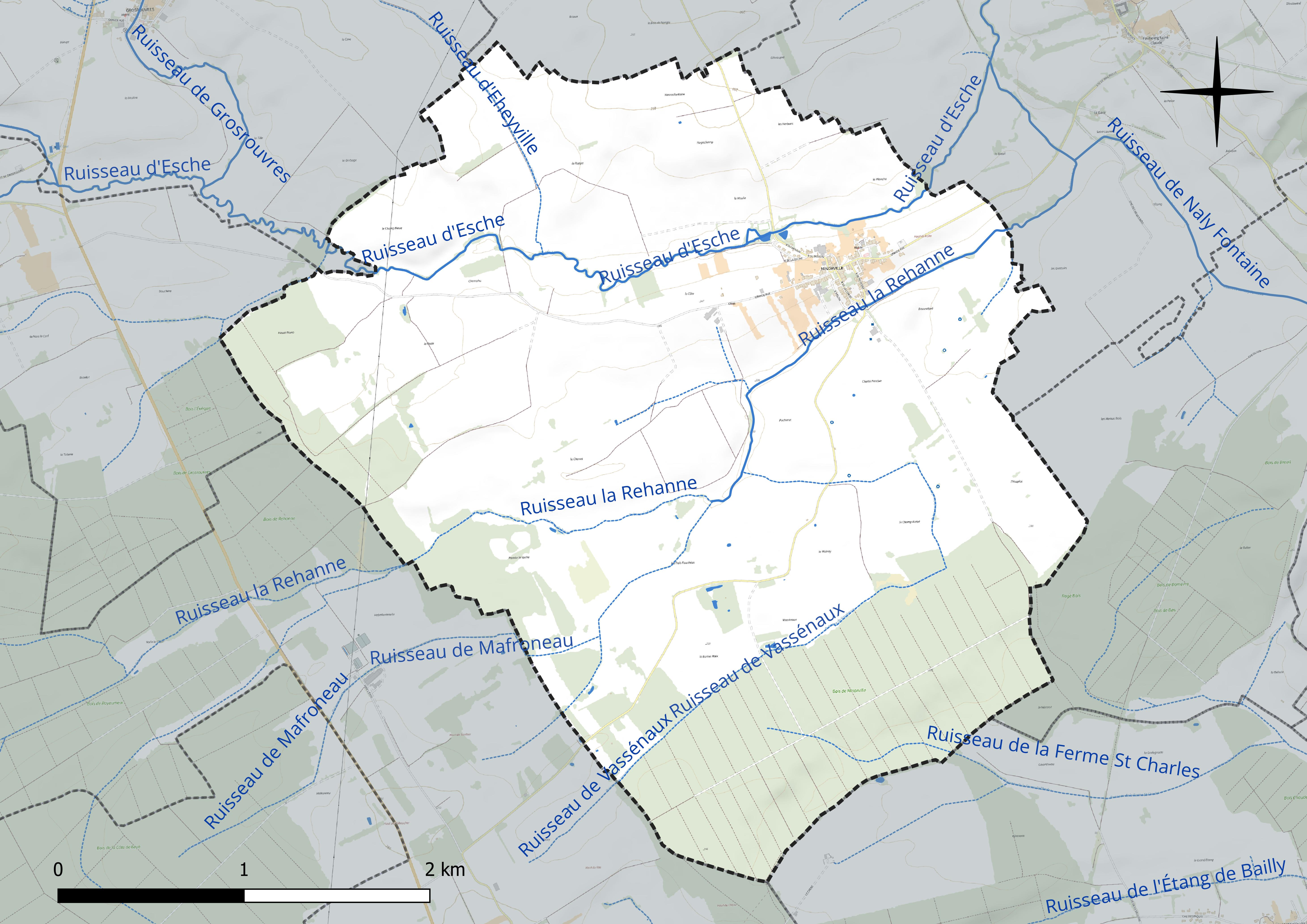
Réseau hydrographique de Minorville.

#### Gestion et qualité des eaux
Le territoire communal est couvert par le schéma d'aménagement et de gestion des eaux (SAGE) « Rupt de Mad, Esch, Trey ». Ce document de planification concerne les bassins versants du Rupt de Mad, de l’Esch et du Trey. Le périmètre a été arrêté le 2 juin 2014, la commission locale de l'eau (CLE) a été créée le 20 juin 2017, puis modifiée le 26 mars 20210. La structure porteuse de l'élaboration et de la mise en œuvre est le Parc naturel régional de Lorraine. 
La qualité des cours d’eau peut être consultée sur un site dédié géré par les agences de l’eau et l’Agence française pour la biodiversité. 

### Climat
Pour des articles plus généraux, voir Climat du Grand Est et Climat de Meurthe-et-Moselle.
En 2010, le climat de la commune est de type climat des marges montargnardes, selon une étude du Centre national de la recherche scientifique s'appuyant sur une série de données couvrant la période 1971-2000. En 2020, Météo-France publie une typologie des climats de la France métropolitaine dans laquelle la commune est dans une zone de transition entre le climat océanique altéré et le climat océanique altéré et est dans la région climatique  Lorraine, plateau de Langres, Morvan, caractérisée par un hiver rude (1,5 °C), des vents modérés et des brouillards fréquents en automne et hiver. 
Pour la période 1971-2000, la température annuelle moyenne est de 9,6 °C, avec une amplitude thermique annuelle de 16,7 °C. Le cumul annuel moyen de précipitations est de 826 mm, avec 11,9 jours de précipitations en janvier et 9,2 jours en juillet. Pour la période 1991-2020, la température moyenne annuelle observée sur la station météorologique de Météo-France la plus proche, « Nonsard », sur la commune de Nonsard-Lamarche à 16 km à vol d'oiseau, est de 10,7 °C et le cumul annuel moyen de précipitations est de 690,8 mm. 
La température maximale relevée sur cette station est de 40,1 °C, atteinte le 25 juillet 2019 ; la température minimale est de −17 °C, atteinte le 1er mars 2005,,. 
Les paramètres climatiques de la commune ont été estimés pour le milieu du siècle (2041-2070) selon différents scénarios d'émission de gaz à effet de serre à partir des nouvelles projections climatiques de référence DRIAS-2020. Ils sont consultables sur un site dédié publié par Météo-France en novembre 2022.

## Urbanisme

### Typologie
Au 1er janvier 2024, Minorville est catégorisée commune rurale à habitat dispersé, selon la nouvelle grille communale de densité à sept niveaux définie par l'Insee en 2022.
Elle est située hors unité urbaine. Par ailleurs la commune fait partie de l'aire d'attraction de Nancy, dont elle est une commune de la couronne,. Cette aire, qui regroupe 353 communes, est catégorisée dans les aires de 200 000 à moins de 700 000 habitants,.

### Occupation des sols
L'occupation des sols de la commune, telle qu'elle ressort de la base de données européenne d’occupation biophysique des sols Corine Land Cover (CLC), est marquée par l'importance des territoires agricoles (74,9 % en 2018), une proportion sensiblement équivalente à celle de 1990 (75,3 %). La répartition détaillée en 2018 est la suivante : terres arables (39,3 %), prairies (31,2 %), forêts (23 %), zones agricoles hétérogènes (4,5 %), zones urbanisées (2,1 %). L'évolution de l’occupation des sols de la commune et de ses infrastructures peut être observée sur les différentes représentations cartographiques du territoire : la carte de Cassini (XVIIIe siècle), la carte d'état-major (1820-1866) et les cartes ou photos aériennes de l'IGN pour la période actuelle (1950 à aujourd'hui).

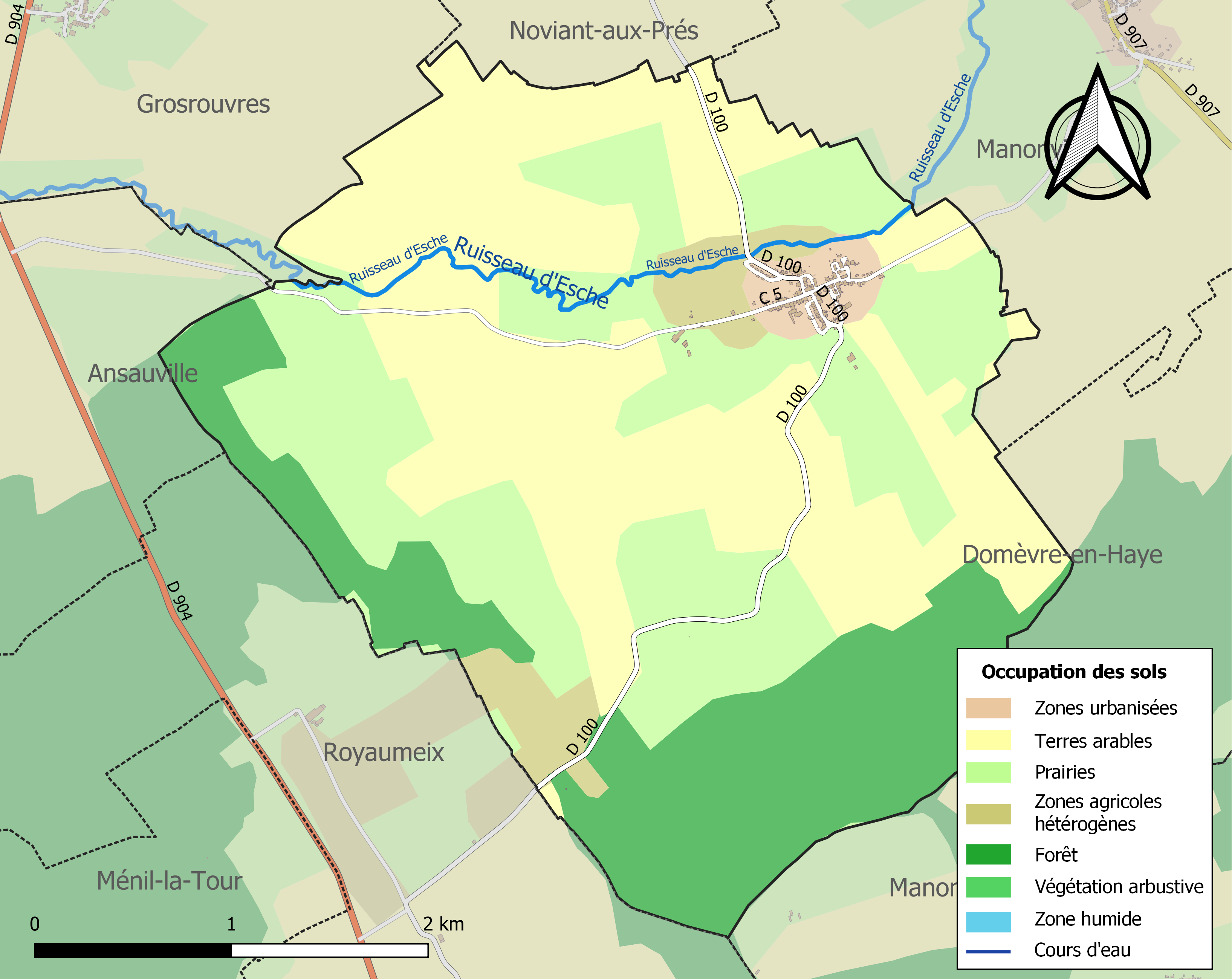
Carte des infrastructures et de l'occupation des sols de la commune en 2018 (CLC).

## Toponymie
Ecclesia Minulfi villæ  Menulfi villa Menolfi villa (1065) ; Menovilli villa (1105) ; Minorvilla (1402) ; Menonville-Saint-Gengoul (1404) ; Menonville-Saint-Gigoul (1407) ; Manonville (1418) ; Manonville-Saint-Gengoult (1420) ; Menoville-Saint-Gegoul (1424) ; Menonville-Saint-Gengolt (1441) ; Menorville-Saint-Gengoulph (1534) ; Menorville-Saint-Gigoulx (1551) et Minorville-Saint-Gengoult (1782), sont toutes les graphies recensées par le Dictionnaire topographique du département de la Meurthe.
Le toponyme apparaît donc en 1065 sous la forme (ecclesia) Minulfivillae, il est composé de l'anthroponyme germanique Minulf et du latin médiéval villa, grand domaine, puis village.

## Histoire
Les chroniques historiques et archéologiques reprennent régulièrement l'hypothèse d'une voie antique située au Nord-ouest du village et que les auteurs modernes considèrent comme une voie romaine secondaire reliant la voie Langres-Metz à la ville de Pannes. Des traces d'occupation très anciennes du territoire sont signalées sous la forme d’outils de l'âge de pierre trouvés sur le ban communal.
La fondation du village reste encore mal expliquée même si la toponymie du XIe siècle fait pencher vers l'hypothèse d'une création tardive du Moyen Âge. Les écrits signalent toutefois des restes de substructions au lieu-dit la Côte, (fig. 1) à l'ouest du bourg. H. Lepage indique qu'en 1615, on construisit des prisons, avec poteaux et pilori et que le village initial et son église étaient fortifiés par des fossés, des murailles et une tour crénelée, toutes choses dont il ne reste rien aujourd'hui. À une petite distance, à l'occident du village, une chapelle Sainte-Barbe, reconstruite au commencement du XIXe siècle où l'on venait autrefois, comme aujourd’hui, en pèlerinage pour les maux d'yeux.
L'abbé Grosse indique dans son ouvrage que des seigneurs, le duc de lorraine et le chapitre de la collégiale saint Gengoult se partageaient les revenus de ces terres et que le village possédait un moulin à grain, la vigne n'y était pas cultivée et l'économie resta longtemps uniquement agricole.
Des travaux modernes ont fourni des indices supplémentaires sur l’Église médiévale aujourd'hui disparue.

### Anecdote
Pendant la Première Guerre mondiale, nombre d'organes de presse furent unanimes à rapporter le contenu de la lettre d'un ecclésiastique adressée au préfet de Meurthe-et-Moselle et soulignant l'attitude patriotique et humaine de l’institutrice de Minorville qui avait organisé un hôpital de campagne dans son école.

## Politique et administration
| Période                                  | Période                   | Identité                                           | Étiquette | Qualité                             |
| ---------------------------------------- | ------------------------- | -------------------------------------------------- | --------- | ----------------------------------- |
| Les données manquantes sont à compléter. |                           |                                                    |           |                                     |
| octobre 1995                             | octobre 2003              | François Arroyo                                    |           |                                     |
| octobre 2003                             | 2014                      | François Macquin                                   |           |                                     |
| mars 2014                                | En cours (au 25 mai 2020) | Philippe Hennebert, Réélu pour le mandat 2020-2026 |           | Agriculteur sur grande exploitation |

## Démographie
L'évolution du nombre d'habitants est connue à travers les recensements de la population effectués dans la commune depuis 1793. Pour les communes de moins de 10 000 habitants, une enquête de recensement portant sur toute la population est réalisée tous les cinq ans, les populations de référence des années intermédiaires étant quant à elles estimées par interpolation ou extrapolation. Pour la commune, le premier recensement exhaustif entrant dans le cadre du nouveau dispositif a été réalisé en 2007.

En 2022, la commune comptait 226 habitants, en évolution de −3,83 % par rapport à 2016 (Meurthe-et-Moselle : −0,13 %, France hors Mayotte : +2,11 %).
| 1793 | 1800 | 1806 | 1821 | 1831 | 1836 | 1841 | 1846 | 1851 |
| ---- | ---- | ---- | ---- | ---- | ---- | ---- | ---- | ---- |
| 318  | 337  | 365  | 351  | 374  | 381  | 366  | 369  | 384  |

| 1856 | 1861 | 1872 | 1876 | 1881 | 1886 | 1891 | 1896 | 1901 |
| ---- | ---- | ---- | ---- | ---- | ---- | ---- | ---- | ---- |
| 389  | 401  | 356  | 362  | 364  | 383  | 370  | 359  | 316  |

| 1906 | 1911 | 1921 | 1926 | 1931 | 1936 | 1946 | 1954 | 1962 |
| ---- | ---- | ---- | ---- | ---- | ---- | ---- | ---- | ---- |
| 321  | 324  | 257  | 217  | 208  | 210  | 200  | 187  | 210  |

| 1968 | 1975 | 1982 | 1990 | 1999 | 2006 | 2007 | 2012 | 2017 |
| ---- | ---- | ---- | ---- | ---- | ---- | ---- | ---- | ---- |
| 181  | 174  | 173  | 183  | 173  | 211  | 216  | 240  | 230  |

| 2022 | - | - | - | - | - | - | - | - |
| ---- | - | - | - | - | - | - | - | - |
| 226  | - | - | - | - | - | - | - | - |

## Économie
E. Grosse indique dans son ouvrage, vers 1836 :
«Surface territ. cadastrée, 1000 hect., dont 693 en terres arables, 188 en forêts et 120 en près.» 
ce qui indiquerait que l'économie était essentiellement agricole.

### Secteur primaire ouAgriculture
Le secteur primaire comprend, outre les exploitations agricoles et les élevages, les établissements liés à l’exploitation de la forêt et les pêcheurs.
D'après le recensement agricole 2010 du Ministère de l'agriculture (Agreste), la commune de Minorville était majoritairement orientée sur l'élevage de bovins et la production de lait (auparavant sur la polyculture et le poly - élevage ) sur une surface agricole utilisée d'environ 775 hectares (surface cultivable communale) stable depuis 1988 - Le cheptel en unité de gros bétail s'est renforcé de 512 à 730 entre 1988 et 2010. Il n'y avait plus que 5 exploitations agricoles ayant leur siège dans la commune employant 9 unités de travail.(15 exploitations/14 unités de travail en 1988).

## Culture locale et patrimoine

### Édifices religieux
- Église Saint-Étienne XIXe.
- Chapelle Sainte-Barbe XIXe.

### Personnalités liées à la commune
- Jules Chamvoux (1878 - 1934), homme politique député de Meurthe-et-Moselle.

### Héraldique
| Blason de Minorville | Blason  | D'argent à la croix pattée de gueules cantonnée aux 1er et 4e d'une coquille et aux 2e et 3e d'un caillou, le tout d'azur. |
| Blason de Minorville | Détails | Le statut officiel du blason reste à déterminer.                                                                           |